# Белу, Карлуш
Карлуш Фелипе Шименеш Бе́лу (порт. Carlos Filipe Ximenes Belo; род. 3 февраля 1948, Вила-Салазар, Португальский Тимор, ныне Баукау, Восточный Тимор) — епископ римско-католической церкви, который совместно с Жозе Рамушем-Орта получил в 1996 году Нобелевскую премию мира «за их усилия по справедливому и мирному разрешению конфликта в Восточном Тиморе». Является членом монашеской конгрегации Салезианцы Дона Боско и португальского Ордена Свободы.

## Религиозное призвание
Карлуш Белу родился в деревне Вайлакама, что на северном побережье Восточного Тимора. Он был пятым ребёнком в семье школьного учителя Домингуша Ваз Филипе и его жены Эрмелинды Баптисты Филипе. Через два года после его рождения его отец скончался. Белу обучается в католических школах, а в 1968 году оканчивает малую семинарию неподалёку от столицы Дили. С 1969 по 1981 годы (за исключением практических занятий в 1974-76 годы в Восточном Тиморе и Аомыне) Белу пребывал в Португалии и Риме. Там он изучал философию и теологию, а в 1980 году был рукоположён в сан священника. Находясь в Европе, он также вступает в католическую конгрегацию Салезианцы Дона Боско.

## Миротворческая деятельность
В июле 1981 года Белу возвращается в Восточный Тимор. Он поступает учителем в салезианский колледж, где по истечении 20 месяцев становится директором. С 1983 года становится главой церкви Восточного Тимора с прямым подчинением у папы римского. Также Ватикан назначил его нунцием в Джакарте. Уже через пять месяцев после вступления в должность он выступил с проповедью, в которой выразил протест против убийств и арестов, происходивших тогда в Индонезии. Поскольку церковь обладала исключительным правом сообщения с внешним миром, Белу воспользовался этой возможностью, чтобы налаживать зарубежные контакты вопреки индонезийской оппозиции.
В 1988 году Белу становится епископом. В феврале 1989 года он посылает письменные обращения на адрес президента Португалии, папы римского и генерального секретаря ООН. Он просит созвать референдум в рамках ООН по вопросу будущего статуса Восточного Тимора и оказания международной помощи народу. Усилия епископа Белу по достижению мира стали признаны мировой общественностью после его награждения Нобелевской премией мира в декабре 1996 года (совместно с Рамушем-Орта).

## Отставка и новое назначение
20 мая 2002 года Восточный Тимор получил независимость от Индонезии. В это же время под влиянием большого напряжения и ухудшения здоровья епископа Белу подаёт в отставку с поста главы церкви Восточного Тимора. Папа Иоанн Павел II принимает его отставку 26 ноября 2002 года.
После этого он направляется в Португалию для получения медицинского лечения. В начале 2004 года общественность неоднократно призывала его вернуться в Восточный Тимор и стать президентом страны. Однако в мае епископ Белу заявляет по гостелевидению Португалии, что не собирается баллотироваться на главный пост государства.
В июне становится известно, что самочувствие епископа Белу пошло на поправку, и Ватикан направляет его в Мозамбик в качестве миссионера. В июле 2004 года он направляется в Мапуту, столицу этого африканского государства.

## Обвинения
Нидерландская газета «De Groene Amsterdammer» опубликовала рассказ двух мужчин — уроженцев Восточного Тимора, которые обвинили епископа Белу в изнасиловании, когда им было 14 и 15 лет. После совершенного акта епископ якобы дал им деньги за молчание. По мнению предполагаемых жертв, сексуальному насилию подвергалось больше мальчиков, а преступлениями епископ занимался в своей резиденции в столице страны Дили. Редакция также заявила, что у них есть доказательства, что епископ подвергал сексуальному насилию несовершеннолетних в 1990-х годах, когда он уже был священником.
В 2019 году Ватикан согласился рассмотреть его дело. А в 2020 году Дикастерия доктрины веры постановила ограничить передвижения епископа, что чаще всего применяется во время расследований для защиты жертв, а также вынесла решение о запрете любых контактов с несовершеннолетними и о запрете интервью, касающихся его пребывания в Восточном Тиморе.
Руководитель Пресс-службы Святого Престола Маттео Бруни в 2022 году заявил, что эти меры были «модифицированы и усилены», не сообщая никаких подробностей.